# Surgana
Le Surgana était un État princier des Indes, dirigé par des souverains qui portaient le titre de deshmukh et qui subsista jusqu'en 1948. Il fut ensuite intégré dans l'État du Goujerat.

## Liste des souverains de Surgana de 1800 à 1948
- 1800-1818 Malhar-Rao
- 1818-1820 Bhikaji-Rao
- 1820-1854 Jeswant-Rao Ier
- 1854-1867 Ravi-Rao
- 1867 Bhaskar-Rao
- 1867-1898 Shankar-Rao
- 1898-1930 Pratap-Rao
- 1930-1936 Jeswant-Rao II
- 1936-1948 Dhairyashitra-Rao (1922-2003)